# Campeonato Europeo de Gimnasia Artística de 2015
El VI Campeonato Europeo de Gimnasia Artística Individual se celebró en Montpellier (Francia) entre el 15 y el 19 de abril de 2015 bajo la organización de la Unión Europea de Gimnasia (UEG) y la Federación Francesa de Gimnasia.
Las competiciones se realizaron en el Park&Suites Arena de la ciudad francesa.

## Calendario
| Abril de 2015     | 15 | 16 | 17 | 18 | 19 |
| ----------------- | -- | -- | -- | -- | -- |
| Clasificación     |    | ●  |    |    |    |
| Concurso completo |    |    | ●  |    |    |
| Suelo             |    |    |    | ●  |    |
| Caballo con arcos |    |    |    | ●  |    |
| Anillas           |    |    |    | ●  |    |
| Salto             |    |    |    |    | ●  |
| Paralelas         |    |    |    |    | ●  |
| Barra fija        |    |    |    |    | ●  |

| Abril de 2015       | 15 | 16 | 17 | 18 | 19 |
| ------------------- | -- | -- | -- | -- | -- |
| Clasificación       | ●  |    |    |    |    |
| Concurso completo   |    |    | ●  |    |    |
| Salto               |    |    |    | ●  |    |
| Asimétricas         |    |    |    | ●  |    |
| Barra de equilibrio |    |    |    |    | ●  |
| Suelo               |    |    |    |    | ●  |

## Resultados

### Masculino
| Evento                         | Oro                                     | Plata                                                          | Bronce                                |
| ------------------------------ | --------------------------------------- | -------------------------------------------------------------- | ------------------------------------- |
| Concurso completo ind. (17.04) | Oleh Verniayev · Ucrania · 89,582 pts.  | David Beliavski · Rusia · 88,131 pts.                          | Daniel Purvis Reino Unido 87,423 pts. |
| Suelo (18.04)                  | Kristian Thomas Reino Unido 15,166      | David Beliavski · Rusia · 15,066                               | Pablo Brägger · Suiza · 14,941        |
| Caballo con arcos (18.04)      | Louis Smith Reino Unido 15,800          | Harutiun Merdinian Armenia 15,333                              | Alberto Busnari · Italia · 15,200     |
| Anillas (18.04)                | Eleftherios Petrunias · Grecia · 15,866 | Samir Aït Saïd · Francia · Denis Abliazin · Rusia · 15,566     | —                                     |
| Salto de potro (19.04)         | Nikita Nagorny · Rusia · 15,099         | Denis Abliazin · Rusia · Ihor Radivilov · Ucrania · 15,083     | —                                     |
| Paralelas (19.04)              | Oleh Verniayev · Ucrania · 15,866       | Marius Berbecar · Rumania · Christian Baumann · Suiza · 15,300 | —                                     |
| Barra fija (19.04)             | Marijo Možnik · Croacia · 14,833        | Sam Oldham Reino Unido 14,766                                  | Vlasios Maras · Grecia · 14,666       |

### Femenino
| Evento                         | Oro                                      | Plata                                  | Bronce                                |
| ------------------------------ | ---------------------------------------- | -------------------------------------- | ------------------------------------- |
| Concurso completo ind. (17.04) | Giulia Steingruber · Suiza · 57,873 pts. | Mariya Jarenkova · Rusia · 57,132 pts. | Elissa Downie Reino Unido 56,623 pts. |
| Salto de potro (18.04)         | Mariya Paseka · Rusia · 15,250           | Giulia Steingruber · Suiza · 15,149    | Xeniya Afanaseva · Rusia · 14,866     |
| Barras asimétricas (18.04)     | Daria Spiridonova · Rusia · 15,466       | Rebecca Downie Reino Unido 15,233      | Sanne Wevers · Países Bajos · 14,200  |
| Barra (19.04)                  | Andreea Munteanu · Rumania · 14,366      | Rebecca Downie Reino Unido 14,300      | Claire Martin Francia 14,200          |
| Suelo (19.04)                  | Xeniya Afanaseva · Rusia · 14,733        | Claudia Fragapane Reino Unido 14,633   | Giulia Steingruber · Suiza · 14,466   |

## Medallero
| Núm. | País         | Oro | Plata | Bronce | Total |
| ---- | ------------ | --- | ----- | ------ | ----- |
| 1    | Rusia        | 4   | 5     | 1      | 10    |
| 2    | Reino Unido  | 2   | 4     | 2      | 8     |
| 3    | Ucrania      | 2   | 1     | 0      | 3     |
| 4    | Suiza        | 1   | 2     | 2      | 5     |
| 5    | Rumania      | 1   | 1     | 0      | 2     |
| 6    | Grecia       | 1   | 0     | 1      | 2     |
| 7    | Croacia      | 1   | 0     | 0      | 1     |
| 8    | Francia      | 0   | 1     | 1      | 2     |
| 9    | Armenia      | 0   | 1     | 0      | 1     |
| 10   | Italia       | 0   | 0     | 1      | 1     |
| 10   | Países Bajos | 0   | 0     | 1      | 1     |
|      | TOTAL        | 12  | 15    | 9      | 36    |